# David V. Picker
David Victor Picker (Nova Iorque, 14 de maio de 1931 — Nova Iorque, 20 de abril de 2019) foi um executivo e produtor cinematográfico norte-americano.